# Minas de Rammelsberg
Las Minas de Rammelsberg son unas explotaciones cerca de Goslar, en Alemania, consideradas uno de los mayores depósitos mineros del mundo. En 1992 fueron declaradas como Patrimonio de la Humanidad por la Unesco, conjuntamente con la Ciudad histórica de Goslar, uniéndose a la declaración el sistema de gestión hidráulica del Alto Harz en 2010.
Cerradas en 1988, estuvieron en funcionamiento durante más de 1000 años. Actualmente las minas albergan un museo.
Los minerales más frecuentemente encontrados en las vetas de Rammelsberg son sulfuros de plomo y zinc, cobre y azufre nativo. Las rocas marrones grisáceos contienen cristales abundantes de galena, calcopirita, esfalerita, sulfato de barita, zinc y calcantita. Por desarrollo químico, se sabe desde la Edad Media que de estas rocas se derivan plata, plomo, cobre y zinc. En el siglo XVIII se llegó incluso a sacar oro.

## Enlaces externos

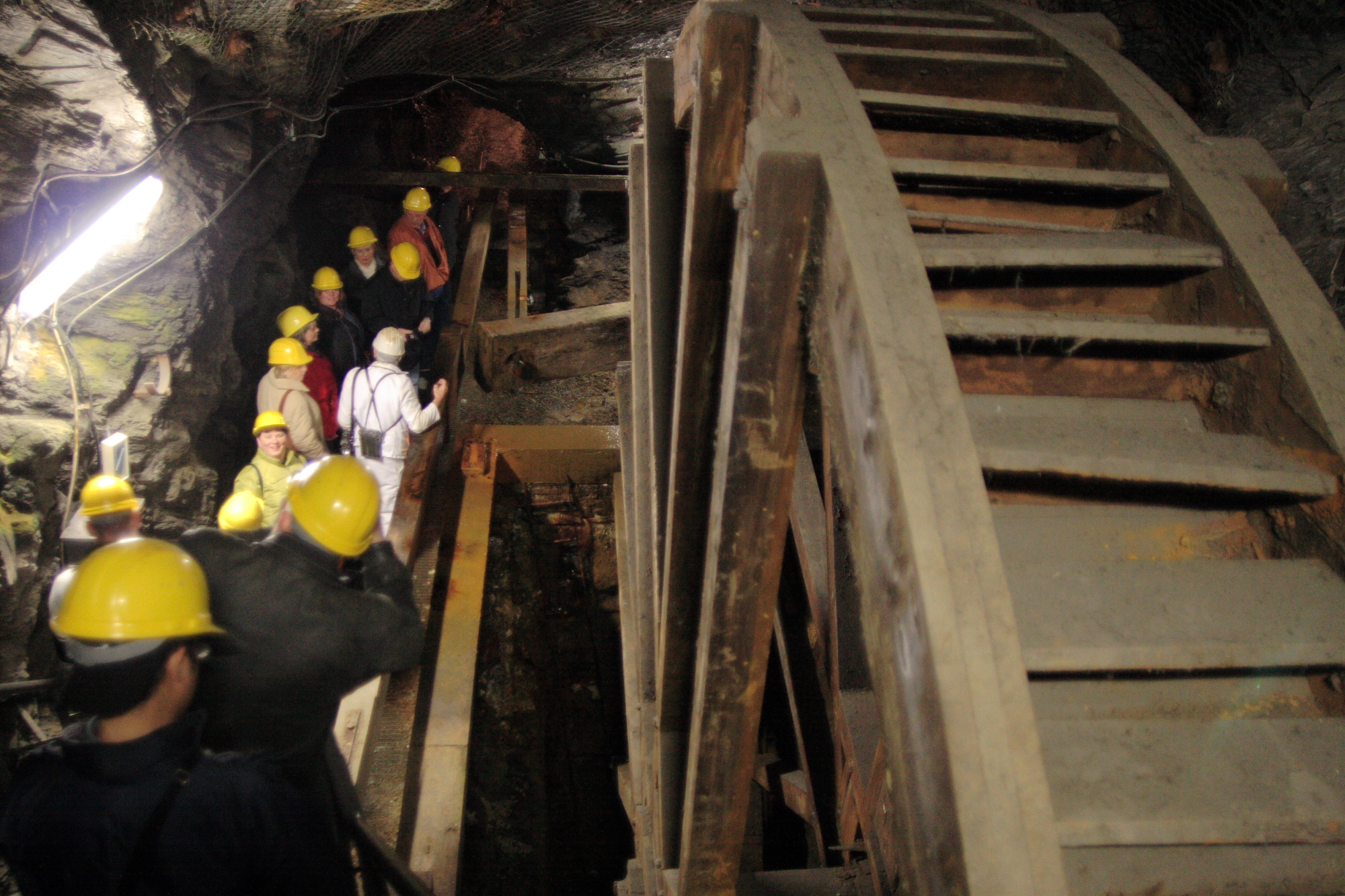
Molino de agua subterráneo en las minas de Rammelsberg.